# Die Heirat der Krähe
Die Heirat der Krähe ist ein estnisches Tiermärchen (AT 243*).

## Handlung
Eine Krähe flog aus Järvamaa nach Harjumaa, um sich eine Braut zu suchen. Er erzählte ihr und ihren Eltern, dass er reich sei, lud die Eltern zu sich ein und zeigte ihnen viele Getreideschober, von denen er behauptete, dass sie alle sein seien. Begeistert händigten die Eltern ihre Tochter aus, die in ihrer neuen Heimat sogleich von der Kost naschte. Eines Morgens aber kamen Bauern und fuhren die Getreideschober fort, woraufhin die junge Frau schrie, dass das Korn weggebracht wird. Der Krähenmann antwortete darauf, dass jeder das Seine wegbringt.

## Hintergrund
Diese Version von Matthias Johann Eisen wurde von Karp Kuusik in Ambla (vermutlich 1893) aufgezeichnet und erhielt im Deutschen die Titel Die Heirat der Krähe sowie Des Krähenmännchens Heirat. Das Märchen ist in ganz Estland verbreitet, wo mehr als 80 Varianten existieren.